# Ehrwalder Straße
Die Ehrwalder Straße (B 187) ist eine Landesstraße in Österreich. Sie verläuft auf einer Länge von 11,6 km von Lermoos (B 179) über Ehrwald zur Staatsgrenze bei Griesen, wo Anschluss an die deutsche B 23 nach Garmisch-Partenkirchen und darüber hinaus besteht.

## Geschichte
Die Ehrwalder Straße gehört zu den Bundesstraßen, die durch das Bundesgesetz vom 8. Juli 1921 eingerichtet wurden. Bis 1938 wurde die Ehrwalder Straße als B 69 bezeichnet, nach dem Anschluss Österreichs wurde die Ehrwalder Straße bis 1945 als Teil der Reichsstraße 24 geführt. 1949 bekam die Straße die Nummer 190. Zu diesem Zeitpunkt zweigte die Straße in Biberwier von der Reuttener (damals 189) ab und verlief über Ehrwald zur Staatsgrenze nach Deutschland bei Griesen, wo sie in die damalige B 24 überging.
| B187 | Die Ehrwalder Straße befand sich wie die anderen ehemaligen Bundesstraßen in der Bundesverwaltung. Seit dem 1. April 2002 steht sie unter Landesverwaltung und führt zwar das B in der Nummer weiterhin, nicht aber die Bezeichnung Bundesstraße. |